# Троицкая, Зинаида Петровна
Зинаида Петровна Троицкая (8 марта 1913, Москва, Российская империя — 1981, Москва, РСФСР, СССР) — первая в СССР женщина-машинист паровоза. 
Позже заместитель начальника управления в Московском метрополитене. Единственная в СССР женщина, возглавлявшая региональную железную дорогу (МОЖД).

## Биография
Родилась 8 марта 1913 года в семье железнодорожников, работавших в локомотивном депо Москва-Сортировочная (Московско-Казанская железная дорога): отец — слесарь, занимающийся ремонтом паровозов, а мать — табельщица. Зинаида была единственным ребёнком в семье и мечтала быть капитаном дальнего плавания, но после окончания школы в 15 лет, по совету отца, поступила в Фабрично-заводское училище на слесаря по ремонту паровозов. На то время эта профессия считалась сугубо мужской, поэтому девушку взяли с неохотой, а саму группу, насчитывающую 13 человек (12 парней и одна девушка) прозвали «чёртовой дюжиной». Слесарное дело понравилось Зинаиде, а на выпускной экзамен, где требовалось представить собственноручно изготовленный инструмент, она принесла французский ключ, за что получила высший балл.

### Машинист паровоза

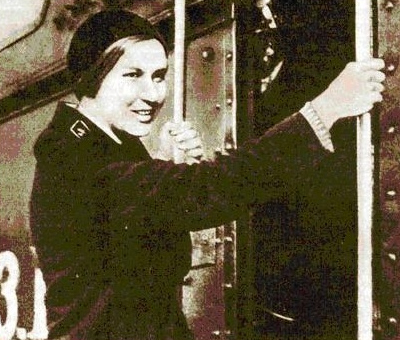
Зинаида Троицкая у паровоза З.104

После окончания обучения группа стала работать в депо Москва-Сортировочная, которое на то время считалось одним из передовых в стране, в том числе именно в нём был проведён первый субботник. По некоторым данным, в депо девушка влюбилась в помощника машиниста, однако в 1927 году того направили на строительство Турксиба; Троицкая пыталась отправиться следом, но руководство депо её не отпустило, мотивируя это тем, что на строительстве магистрали требовались прежде всего машинисты. Это событие привело к тому, что Зина стала одержима идеей начать водить поезда, притом что до этого в стране женщин-машинистов не было. Когда в депо открыли курсы помощников машиниста, она записалась на них и даже сдала экзамены, когда ей неожиданно отказали; однако Зинаида оказалась упорной и в 1930 году всё-таки поступила на эти курсы, после окончания которых весной 1931 года получила специальность помощника машиниста паровоза. Но девушка столкнулась с тем, что машинисты поначалу отказывались с ней работать, прежде чем её определили в локомотивную бригаду Андрея Степановича Ермолаева — старого и опытного машиниста, который водил поезда на маршруте Москва — Рязань. Ермолаев стал обучать её управлению локомотивом, однако попытки Зинаиды поступить на курсы машиниста трижды оказывались неудачными. Тогда Андрей Степанович благодаря своему авторитету всё-таки сумел убедить начальство, и 8 марта 1935 года Троицкая была приглашена в управление железной дороги, где перед комиссией успешно сдала экзамен, став таким образом первой в СССР женщиной-машинистом локомотива.
22-летней девушке доверили маневровый паровоз ЧН394 («четырёхпарка» конструкции Нольтейна, построен Путиловским заводом в 1899 году), который однако среди машинистов депо пользовался дурной славой из-за сложностей в управлении. Причина заключалась в том, что на нём была применена компаунд-машина, которая в середине 1930-х уже являлась редкостью (большинство паровозов имело простую паровую машину), однако Троицкая освоила управление этим «старичком». «Женский» паровоз поддерживался в чистом состоянии и даже мог тянуть составы вдвое тяжелее своей нормы. Вскоре руководство депо оценило результаты работы девушки-машиниста и перевело её уже на магистральный локомотив — пассажирский З.104 (тип 2-3-0), который сама Зинаида прозвала «зайкой». Троицкая старалась поддерживать свой паровоз в хорошем культурном и техническом состоянии, в том числе её бригада самостоятельно выполняла мелкий ремонт и даже добилась результата в 22 416 километров межпромывочного пробега что на тот момент считалось уникальным достижением; в 1940 году подобная форма эксплуатации получит название «Лунинское движение».

Советский плакат, изображающий Зинаиду Троицкую на паровозе ФД20 Ленинской железной дороги (1939 год)

В 1936 году на девушку-машиниста обратил внимание Пётр Кривонос, а 4 апреля Зинаида Петровна Троицкая была награждена Орденом Ленина. В том же году она в 23 года стала машинистом первого класса и без отрыва от производства смогла выучиться и получить высшее образование на инженера-механика; тогда же в газете «Гудок» вышла статья «Женщина — на паровоз», в которой Зинаида призывала женщин идти работать машинистами и помощниками машиниста, которых в то время наблюдался дефицит из-за возросшего объёма перевозок. К 1939 году уже до 300 тысяч женщин работали на «мужских» железнодорожных профессиях; в составе локомотивной бригады самой Троицкой помощником машиниста стала Анна Кошкина, а кочегаром — Мария Федосеева. Первым поездом первой в стране женской бригады стал тяжеловесный состав до станции Куровская, при этом уже после опробования тормозов и перед самым троганием поезда в контрбудке оказался инженер технического отдела Павел Масленников, который однако был тут же прогнан. В Куровскую поезд прибыл с опережением графика на 1 час 17 минут; это достижение было отмечено статьёй в «Гудке».
В 1937 году Зинаида Троицкая стала заместителем начальника депо.

### Генерал тяги
В ноябре 1938 года 25-летняя Зинаида Троицкая возглавила региональную Московскую окружную железную дорогу (МОЖД), получив звание «Генерал-директор тяги», что соответствует военному званию «Генерал».
Осенью 1941 года в период битвы за Москву Московская окружная превратилась в прифронтовую и по ней прошёл первый из трёх рубежей обороны. Железнодорожникам приходилось выполнять огромный объём воинских перевозок, а северное и казанское направления стали ключевыми при эвакуации людей и предприятий. Троицкая на тот момент находилась на 8 месяце беременности, но при этом она регулярно объезжала дорогу с проверкой. Утром 16 октября возникла особенно опасная ситуация — Москву охватила паника. Когда Зинаида Петровна приехала на работу, она обнаружила, что в депо никого нет, тогда как надо было встречать прибывший с Урала воинский поезд и эвакуировать раненных. Тогда Троицкая, вспомнив прошлое, сама встала за управление паровозом, а её личный шофёр Чернов выполнял обязанности кочегара. Вдвоём они провели поезд по маршруту Курский вокзал — Серебряный Бор, выгрузили военнослужащих и забрали раненых. Там же были собраны девушки-машинисты и ремонтники и организована работа паровозных бригад. Только за ночь с 16 на 17 октября московские железнодорожники вывезли из столицы 100 поездов, на которых были эвакуированы 150 тысяч человек. С 17 октября в Московской области в течение нескольких дней шли проливные дожди, размыв грунтовые дороги, а возникшая распутица сильно осложнила передвижение войск по обеим сторонам. Воспользовавшись такой задержкой, советский железнодорожный транспорт на пределе возможностей круглосуточно осуществлял подвоз войск и вооружения для Калининского фронта, благодаря чему начавшееся через несколько дней наступление войск нацистской Германии (вермахта) было остановлено. Через месяц у начальницы МОЖД родилась дочка Алла.
В 1943 году Зинаида Троицкая стала ревизором Центрального управления паровозного хозяйства НКПС. В начале ноября того же года к годовщине Октябрьской революции наркомом путей сообщения Лазарем Кагановичем на имя Сталина был направлен список из 142 «особо отличившихся работников железнодорожного транспорта», которым предлагалось присвоить звание Героя Социалистического Труда. Одной из первых в нём значилась Троицкая, но Иосиф Виссарионович по неопределённой причине её вычеркнул.

### Московский метрополитен
В 1944 году Зинаида Петровна была переведена на должность заместителя начальника Московского метрополитена, который тогда относился к Народному комиссариату путей сообщения (в 1946 году был преобразован в Министерство путей сообщения). При ней началось строительство четвёртой очереди, прежде всего Кольцевой линии и также при ней было решено снизить «помпезность» станций, что позволяло ускорить строительство, а значит и раньше сдавать новые станции. В 1967 году Троицкая приняла участие в создании первого музея Московского метрополитена.
В 1974 году 61-летняя Зинаида Троицкая ушла на пенсию, проработав в метро 30 лет, а в 1981 году умерла в Москве.